# Монжан, Рене де
Рене де Монжан (фр. René de Montjean), или Монтежан (Montéjan, Montejan); ум. в сентябре 1539, Пьемонт) — французский военачальник, маршал Франции, участник Итальянских войн.

## Биография
Сын Луи де Монжана и Жанны дю Шатель, дамы де Комбург.
После смерти старшего брата унаследовал сеньорию Монжан в Анжу. Сеньор де Сийе, Шоле и Бопрео.
По словам Франсуа Пинара, этот военачальник не умел ни оценить свои силы, ни принять меры предосторожности против неприятеля, увлекавшийся первым порывом, не сдерживаемый доводами рассудка, он бывал бит почти так же часто, как атаковал.
В 1523 году в Миланском герцогстве вступил с уставшими войсками в бой с численно превосходящим противником на неудобной позиции, был разбит и попал в плен. В 1525 году в битве при Павии был опасно ранен и взят в плен.
В 1528 году под командованием маршала Лотрека участвовал во взятии Павии.
От имени короля председательствовал на штатах Бретани, собранных для присоединения герцогства к короне, оформленного жалованной грамотой 21 сентября 1533, и едва не провалил переговоры.
В марте 1535 вместе с Клодом д'Аннебо овладел долиной Сузы, командуя 12 тыс. пехоты. После сдачи Турина 3 апреля, и взятия Кивассо, французы отбросили маркиза ди Мариньяно за Дора-Бальтеа и оккупировали Пьемонт.
В виду готовившегося вторжения Карла V в Прованс Монжану было приказано оставить гарнизоны только в Турине, Фоссано и Кунео, а остальные части вывести во Францию.
В августе 1536 император двинулся на Марсель. Франциск I желал избежать сражения, но Монжан попытался внезапно атаковать авангард противника с 300 пехотинцами и 140 кавалеристами. Имперцы обнаружили французов, когда те снимали лагерь у Фрежюса. Ферранте Гонзага преследовал Монжана, настиг его между Бриньолем и Ле Люком, разгромил и взял в плен.
29 ноября 1537 в Пиньероле король назначил Монжана генеральным наместником Пьемонта, после отставки Жана д'Юмьера, а 10 февраля 1538 в Мулене произвел в маршалы Франции, на место Анна де Монморанси, ставшего коннетаблем. Тогда же он был пожалован в рыцари ордена Святого Михаила.

Герб Рене де Монжана

Умер в начале сентября 1539 в Пьемонте, тело было перевезено в Монжан.

## Семья
Жена: Филиппа де Монтепедон, дама де Бопрео, Шемийе, Пассаван, дочь Жоашена де Монтепедона, барона де Шемийе, и Жанны де Ла Э. Вторым браком вышла за Шарля де Бурбона, принца де Ла-Рош-сюр-Йон.
Брак был бездетным, и владения унаследовала сестра Анна де Монжан, в первом браке жена Жоржа де Турнемина, барона де Ла Юнанде, во втором Жана VII д'Асинье.